# 13140 Shinchukai
13140 Shinchukai è un asteroide della fascia principale. Scoperto nel 1994, presenta un'orbita caratterizzata da un semiasse maggiore pari a 2,6878157 UA e da un'eccentricità di 0,2968453, inclinata di 5,16403° rispetto all'eclittica.